# Rohrbach, Saalfeld-Rudolstadt
Rohrbach là một đô thị thuộc huyện Saalfeld-Rudolstadt, trong bang Thüringen, nước Đức. Đô thị Rohrbach, Saalfeld-Rudolstadt có diện tích 3,86 km².